# ليان ليبرت
ليان ليبرت (بالألمانية: Liane Lippert)‏ هي دراجة ألمانية، ولدت في 13 يناير 1998 في فريدريكسهافن في ألمانيا.

## سجل الفوز

### سباقات أو مراحل فاز بها
| التاريخ        | السباق                                           | المركز                                                                                           |
| -------------- | ------------------------------------------------ | ------------------------------------------------------------------------------------------------ |
| 21 يوليو 2016  | سباق تورينجيا للسيدات 2016                       |                                                                                                  |
| 24 أغسطس 2016  | Trophée d'Or féminin 2016                        | السادس في التصنيف العام                                                                          |
| 16 سبتمبر 2016 | بطولة أوروبا للدراجات 2016 – سباق الطريق للشابات | الفائز في التصنيف العام                                                                          |
| 20 أغسطس 2017  | طواف النرويج للسيدات 2017                        | الخامس في تصنيف أفضل شاب                                                                         |
| 08 سبتمبر 2017 | 2017 Lotto Belisol Belgium Tour                  | التاسع في التصنيف العام                                                                          |
| 01 يناير 2018  | طواف العالم للدراجات للسيدات 2018                | الثاني في تصنيف أفضل شاب                                                                         |
| 01 يناير 2018  | طواف يوركشاير للسيدات 2018                       | الرابع في التصنيف العام                                                                          |
| 03 مارس 2018   | ستراد بينك للسيدات 2018                          | الثاني في تصنيف أفضل شاب                                                                         |
| 11 مارس 2018   | روند فان درينثي كأس العالم 2018                  | الرابع في تصنيف أفضل شاب                                                                         |
| 18 مارس 2018   | تروفيو ألفريدو بيندا كومون دي سيتيجليو 2018      | الخامس في تصنيف أفضل شاب                                                                         |
| 22 مارس 2018   | ثلاثة أيام من دي بان للسيدات 2018                | السادس في تصنيف أفضل شاب                                                                         |
| 03 يونيو 2018  | سباق تورينجيا للسيدات 2018                       | الأول في تصنيف أفضل شاب، الثاني في تصنيف الجبال، السادس في التصنيف العام                         |
| 30 يونيو 2018  | سباق الطريق للسيدات في بطولة ألمانيا 2018        | الفائز في التصنيف العام                                                                          |
| 07 سبتمبر 2018 | لوتو بلجام تور 2018                              | الفائز في التصنيف العام                                                                          |
| 30 يونيو 2019  | سباق الطريق للسيدات في بطولة ألمانيا 2019        |                                                                                                  |
| 13 سبتمبر 2019 | لوتو بلجام تور 2019                              | الأول في تصنيف أفضل شاب، الرابع في تصنيف الجبال، الخامس في التصنيف العام، السابع في تصنيف النقاط |
| 01 يناير 2020  | طواف العالم للدراجات للسيدات 2020                | الأول في تصنيف أفضل شاب، التاسع في تصنيف النقاط                                                  |
| 19 يناير 2020  | طواف سانتوس للسيدات 2020                         | الأول في تصنيف أفضل شاب، الأول في تصنيف الجبال، الثاني في التصنيف العام، الثاني في تصنيف النقاط  |
| 01 فبراير 2020 | Cadel Evans Great Ocean Road Race Women 2020     | الفائز في التصنيف العام، قائد تصنيف طواف العالم                                                  |
| 01 أغسطس 2020  | ستراد بينك للسيدات 2020                          | قائد تصنيف طواف العالم                                                                           |
| 26 أغسطس 2020  | جي بي دي بلواي 2020                              | قائد تصنيف طواف العالم                                                                           |
| 29 أغسطس 2020  | سباق لو تور دو فرانس 2020                        | الأول في تصنيف أفضل شاب، العاشر في التصنيف العام، الثالث في تصنيف النقاط                         |
| 30 سبتمبر 2020 | فليش والون للسيدات 2020                          | الأول في تصنيف أفضل شاب، السادس في تصنيف النقاط، الثامن في التصنيف العام                         |
| 04 أكتوبر 2020 | لييج-باستون-لييج للسيدات 2020                    | الأول في تصنيف أفضل شاب، العاشر في التصنيف العام، الخامس في تصنيف النقاط                         |
| 11 أكتوبر 2020 | غنت-وفلجم للسيدات 2020                           | الأول في تصنيف أفضل شاب، الخامس في تصنيف النقاط                                                  |
| 18 أكتوبر 2020 | طواف فلاندرز للسيدات 2020                        | الأول في تصنيف أفضل شاب، السابع في تصنيف النقاط                                                  |
| 20 أكتوبر 2020 | ثلاثة أيام من دي بان للسيدات 2020                | الأول في تصنيف أفضل شاب، التاسع في تصنيف النقاط                                                  |
| 20 يونيو 2021  | سباق الطريق للسيدات في بطولة ألمانيا 2021        |                                                                                                  |
| 26 يونيو 2022  | سباق الطريق للسيدات في بطولة ألمانيا 2022        | الفائز في التصنيف العام                                                                          |
| 09 أكتوبر 2022 | 2022 Tour de Romandie Féminin                    | الأول في تصنيف أفضل شاب، الثاني في تصنيف الجبال، الثالث في تصنيف النقاط، الرابع في التصنيف العام |
| 24 يونيو 2023  | سباق الطريق للسيدات في بطولة ألمانيا 2023        | الفائز في التصنيف العام                                                                          |
| 03 أكتوبر 2023 | 2023 Tre Valli Varesine Women's Race             | الفائز في التصنيف العام                                                                          |
| 22 يونيو 2024  | سباق الطريق للسيدات في بطولة ألمانيا 2024        |                                                                                                  |
| 08 أكتوبر 2024 | 2024 Tre Valli Varesine Women's Race             |                                                                                                  |

## وصلات خارجية
- ليان ليبرت على موقع الاتحاد الدولي للدراجات (الإنجليزية)
- ليان ليبرت على موقع أرشيف الدراجات (الإنجليزية)
- ليان ليبرت على موقع إحصائيات الدراجات الإحترافية (الإنجليزية)
- ليان ليبرت على موقع نسبة الدراجات (الإنجليزية)
- ليان ليبرت على موقع CycleBase (الإنجليزية)
- ليان ليبرت على موقع اللجنة الأولمبية الدولية (الإنجليزية)
- ليان ليبرت على موقع أوليمبيديا (الإنجليزية)
- ليان ليبرت على موقع اللجنة الأولمبية الألمانية (الألمانية)